# Мусульманское имя
Мусульма́нские (исла́мские) имена́ (араб. الأسماء الإسلامية‎) — это имена собственные, характерные для представителей мусульманских народов и получившие распространение не только в Исламском мире, но и за его пределами. Среди них есть как имена возникшие непосредственно под влиянием ислама, так и существовавшие до возникновения этой религии. Распространение мусульманских имён является одним из аспектов исламизации (арабизации) того или иного общества.
Согласно шариату, каждый ребёнок вскоре после рождения должен получить имя и оно должно соответствовать определённым условиям. Самыми желанными именами являются Абдуллах и Абдуррахман, за ними следуют другие теофорные имена (например, Абд аль-Азиз — «Раб Могущественного») и имена пророков и посланников (например, Ибрахим).
В зависимости от смысла и происхождения имени оно может быть запрещённым или нежелательным. Носитель неблагозвучного имени с плохим смыслом обязан сменить его на более хорошее. Обычно так поступают новообратившиеся мусульмане. В некоторых странах существует список запрещённых имён, на содержание которого влияет приверженность населения к тому или иному течению. Имена, обычные для суннитов, могут быть неприемлемы для шиитов и наоборот.
В основном мусульманские имена происходят из арабского языка — языка богослужения в исламе, однако это не значит, что каждое арабское имя является мусульманским. Также существует ряд имён, традиционно отождествляющихся с мусульманами, но происходящих из других языков (например, из персидского языка).

## Значение имени в исламе
В исламе является обязательным давать имя всем мужчинам и женщинам. Согласно различным преданиям о Мухаммеде и его сподвижниках, в то время было принято давать имя ребёнку либо сразу после рождения, либо по прошествии трёх, семи или девяти дней. Знаменитый хадисовед Абу Бакр аль-Байхаки называл семь дней наиболее предпочтительным сроком.
Выбор имени является правом отца ребёнка, а не его матери. Желательно, чтобы имя несло хороший смысл, содержало поменьше букв и было лёгким на языке, быстро запоминающимся. Оно должно содержать хороший смысл и иметь приятное произношение, быть благородным и не указывать на что-то запрещённое или порицаемое шариатом. В одном из хадисов приводятся слова Мухаммеда: «Поистине, в день Воскресения вы будете созваны вашими именами и именами ваших отцов. Так нарекайте же детей красивыми именами!» (аль-Бухари в «Адаб аль-Муфрад»).
Выдающийся правовед-факих Абу-ль-Хасан аль-Маварди в своей книге «Насихат аль-мулук» («Наставление правителям») писал:

Если родится ребёнок, то одним из первых проявлений благочестия по отношению к нему будет наряжение его в хорошее имя и благородную, хорошую кунью. Воистину, хорошее имя оставляет след в душах в первый же момент, как его услышат.

## Происхождение и структура
Большинство мусульманских имён происходят из арабского языка, вслед за ним по степени популярности следует персидский язык. Оба языка сыграли главную роль на начальном этапе распространения ислама и при дальнейшей экспансии мусульман в разные части света. Обратившиеся в ислам неарабы меняли свои имена на арабские как ещё одно признание своей веры в религию Мухаммеда. И по сей день принявшие ислам люди обычно меняют свои имена на арабские (мусульманские) вне зависимости от места, где они проживают, и их родного языка. По этой причине мусульманское имя не всегда может точно указать на национальную или этническую принадлежность носителя.
Традиционное арабское имя состоит из пяти частей: кунья, исм, насаб, нисба и лакаб (например: Абу Хафс Умар ибн аль-Хаттаб аль-Кураши, по прозвищу аль-Фарук). Кунья является текнонимом (то есть присваивается по имени ребёнка), исм — личное имя, насаб — отчество, нисба — обозначает принадлежность к городу, местности, племени, течению или школе, лакаб — прозвище. Человек может быть известен по одному из этих элементов или по сочетанию нескольких из них.
Использование имён, составленных по традиционной арабской системе, позволяет проследить, сколько поколений назад предок этого человека стал мусульманином. Например, известного правоведа, основателя ханафитского мазхаба Абу Ханифу (699—767) звали ан-Нуман ибн Сабит ибн Зута ибн Мах (Марзубан). Он и его отец носили арабские имена, дед и прадед — персидские. Вероятно, дед Абу Ханифы стал первым в его роду, принявшим ислам и давшим своему сыну уже мусульманское имя. Это соотносится с данными о том, что Зута был выходцем из Кабула, попал в рабство к арабскому племени Тайм-Аллах-ибн-Салаба, затем стал мусульманином и вольноотпущенником.
В современном мире системы имён в мусульманских странах довольно сильно отличаются друг от друга, в том числе и в странах Арабского мира. В некоторых странах Аравийского полуострова принята более формальная система (с использованием частиц «ибн» и «бинт»), отражающая имя отца и фамилию. Например, в Саудовской Аравии имена состоят из четырёх частей: личного имени, имён отца и деда, а также фамилии (среди оседлых жителей) или родового имени (среди кочевых бедуинов). В менее традиционных арабских странах, а также в Иране, Турции и др. странах системы имён схожи с таковыми в Западном мире.
Арабское происхождение имени не всегда свидетельствует о его исламском характере. Если имя распространено среди арабов-христиан и приверженцев других религий (арабы-друзы, арабоязычные евреи), то такое имя можно назвать арабским, но не мусульманским. Если же имя имеет хождение среди арабов и неарабов, то его можно назвать мусульманским.
Среди имён, считающихся мусульманскими, могут быть имена и неарабского происхождения, вошедшие в обиход из персидского языка. Например: Ахтар, Азад, Джахангир, Нариман, Фархад и др. Также есть целый ряд арабских имён, получивших распространение среди мусульман в персианизированной форме — Афзал (Афдал), Фазиль (Фадиль), Реза (Рида) и т. д.

## Распространение
Появившись в VII веке в Аравии, ислам быстро распространился по Северной, Западной и Восточной Африке, в странах южнее Сахары, в Персии, Центральной Азии и на Кавказе, а затем ещё восточнее — по всему Индийскому субконтиненту, в некоторых регионах Юго-Восточной Азии и на западе Китая. Арабский язык оказал сильное влияние на системы имён у народов, проживающих в этих регионах. Распространение мусульманских имён среди обратившихся в ислам зависело от степени исламизации, арабизации и персианизации общества.
Ставший впоследствии 4-м халифом Марван ибн аль-Хакам (623—685) был одним из первых представителей ранней мусульманской общины, который дал исламские имена значительному количеству своих детей. У Марвана было 16 или 17 детей от пяти жён и одной наложницы, из которых 12 или 13 были мужского пола. Пятеро из них получили традиционные арабские имена (Муавия, Бишр, Абан, Усман и Умар), а остальным он дал имена, считающиеся исламскими — Абд аль-Малик, Абд аль-Азиз, Убайдуллах, Абдуллах, Айюб, Давуд, Мухаммад и Абд ар-Рахман.
Сасанидская империя стала одной из первых стран, завоёванных арабами-мусульманами. К середине VII века Персия стала частью халифата и её население начало обращаться в ислам, принимая соответствующие имена арабского происхождения, свидетельствующие об их новом статусе мавали. К XI веку общий подъём иранской культуры (см. иранское интермеццо) привёл к возвращению в обиход таких традиционных персидских имён, как Рустам и Исфандияр, которые в прежние времена персы-мусульмане редко осмеливались давать своим детям.
Безраздельное господство религии ислам в Средней Азии началось в VIII веке. Вследствие этого мусульманские имена арабского, иранского и др. происхождения оттеснили исконно тюркские имена, ранее распространённые в этом регионе. Например, к началу XX века лишь 5 % от общего числа узбеков были обладателями тюркских имён. Мусульманские имена также получили распространение и у других народов этого региона — казахов, каракалпаков, киргизов, таджиков и туркмен.
Среди тюрков Анатолии мусульманские и персидские имена начали употребляться с конца XI века, а в менее исламизированных областях к северу от Чёрного моря этот процесс запустился намного позднее — во времена хана Узбека, правившего в XIV веке. Первыми в Анатолии принимать мусульманские имена стали представители Сельджукидской элиты, которые сочетали их с языческими именами и прозвищами (например, Фахр ад-Дин Тогрул-бек). Исламизация имён анатолийских тюрков продолжалась вплоть до XVII века, а среди кочевого населения мусульманские имена заменили тюркские только в XVIII веке. Впрочем, после распада Османской империи в Турции начался обратный процесс возврата к именам с тюркским происхождением.
В Волжской Булгарии (территория совр. Татарстана, Чувашии и прилегающих областей) мусульманские имена начали распространяться во времена хана Алмуша, который официально принял ислам в 922 году и сменил имя на Джагфар бин Габдулла. Однако наиболее широкое распространение мусульманских имён среди татар и соседних народов началось в первой половине XIX века благодаря деятельности мулл, получивших образование в медресе Бухары. Именно в этот период некоторые мусульманские имена (Абдулла, Зайнулла и др.), не получившие распространение у волжских булгар в XIII—XIV веках и у татар в XV—XVII веках, начинают чаще встречаться в татарской среде.
Вслед за распространением ислама за пределы Аравии изменилась и структура мусульманского имени, которая адаптировалась к местным традициям новых стран. Примером этому может служить фамилия первого президента Боснии и Герцеговины — Изетбегович. Изет — отуреченная форма арабского слова ’иззат («слава»), бек — тюркская почтительная приставка, -ович — сербохорватский патронимический суффикс.

## Желательные имена
Самыми лучшими из имён считаются Абдуллах («Раб Аллаха») и Абдуррахман («Раб Милостивого»). Согласно хадису Мухаммеда, который передали Муслим ибн аль-Хаджжадж и Абу Давуд, эти имена являются самыми любимыми для Аллаха. Известно, что пророк Мухаммед назвал сына своего дяди Аббаса Абдуллахом. Первый ребёнок мухаджиров, который родился в Медине, был назван этим именем (Абдуллах, сын аз-Зубайра ибн аль-Аввама). Среди сподвижников Мухаммеда было около 300 человек, носивших это имя.
Сразу за этими именами следуют имена, которые построены по принципу «Абд + одно из имён Аллаха». Например, Абд аль-Малик или Абд аль-Азиз. Первым, кто назвал своих детей этими двумя именами был халиф Марван I (Абдуль-Малик ибн Марван впоследствии также стал халифом).
Следующим по степени почётности считаются имена пророков и посланников, наилучшим из которых является имя Мухаммед. Известно, что сам Мухаммед назвал своего сына и сына Абу Мусы аль-Ашари Ибрахимом. Именем Юсуф он назвал сына Абдуллаха ибн Салама. Исламские богословы единогласны в том, что дозволено давать детям имена пророков и посланников, за исключением предания о том, что Умар ибн аль-Хаттаб запретил называть детей именами пророков. Ибн Хаджар аль-Аскалани приводит сведения о том, что Умар впоследствии отказался от этого мнения.
Называть ребёнка именем Мухаммед является полностью дозволенным, однако улемы разошлись во мнении о сочетании имени пророка с его куньей — Абуль-Касим. Сказал Ибн Каййим аль-Джаузия:

Правильным является то, что называть его именем разрешено, а делать себе кунью, подобную его кунье — запрещено. Запрет в течение его жизни более строгий. Сочетать в себе его имя и кунью — запрещено.— Ибн Каййим аль-Джаузия. Заад аль-Маад.
Интересно, что первым, кого назвали одним из имён Мухаммеда — Ахмад — был Ахмад аль-Фарахиди аль-Басри, отец знаменитого Халиля аль-Фарахиди, который родился в конце первого века по хиджре. До этого никого таким именем не называли.
Также желательно давать детям имена сподвижников Мухаммеда и других исламских праведников. Аль-Мугира ибн Шуба передал, что Мухаммед сказал: «Они [сподвижники] называют [своих детей] именами пророков и праведников после них» (содержится в «Сахихе» Муслима).
В остальном шариат не отдаёт предпочтения арабским именам перед неарабскими, но несмотря на это они были и остаются наиболее распространёнными среди мусульман.

## Запретные имена
Запретными считаются имена, которые означают что-то плохое или запретное согласно шариату, или являются таковыми из-за особенностей произношения. Также запрещены имена восхваляющие или, наоборот, ругающие своих носителей.
Ибн Джарир ат-Табари писал:

Не подобает называться именем с плохим значением или именем, в котором есть восхваление, или именем с ругательным значением, даже если это просто имя человека, и не имеются в виду его истинные черты. Однако плохо будет, если кто-то услышит такое имя и подумает, что это качество названного. Поэтому Пророк (ﷺ) изменял имя на такое, значение которого применительно к обладателю имени было правдивым.
— Ибн Хаджар аль-Аскалани «Фатх аль-Бари» (10/476)
К запрещённым именам относятся:
- Имена, указывающие на поклонение кому-либо, кроме Аллаха[43][35]. Например, Абд Шамс («Раб Солнца»), Абд ар-Расул («Раб Посланника [Аллаха]»), Абд аль-Хусейн («Раб Хусейна [ибн Али]») и т. п. Улемы единогласны в запрете таких имён, однако некоторые из них распространены среди шиитов.
- Имена, которыми дозволено назвать только Аллаха. Например, ар-Рахман («Милостивый»), аль-Халик («Создатель»), аль-Мумит («Умерщвляющий») и т. п.[44][45]
- Имена, в которых содержится уподобление немусульманам, то есть придуманы ими и характерны для них[46].
- Имена идолов. Например, Узза, Манат, аль-Лат и т. п.[47]
- Имена, содержащие самовосхваление и ложь. Например, Малик аль-Амляк («Царь царей»), Султан ас-салатин («Султан всех султанов»), Шахиншах («Шах всех шахов») и т. п.[48][49]
- Имена шайтанов. Например, Хинзаб, аль-Авар, аль-Вальхан, аль-Аджда и др.[50][51]
- Некоторые арабские авторы (Бакр Абу Зейд[52], Камал ибн ас-Сайид Салим[53]) считают запретными имена, имеющие неарабское происхождение (персидские, турецкие и др.).

### Запрет по странам

#### Иран
В преимущественно шиитском Иране сунниты являются одной из дискриминируемых религиозных групп. Под запрет правительства попали имена, которые среди большинства мусульман считаются наиболее исламскими. Иранцы не могут называть своих детей именами Абу Бакр, Умар или Усман. Халифов, носивших эти имена и почитаемых у суннитов, называют «грязной тройкой» (араб. الثلاثة الملوّثة‎). Вместе с именами одной из жён Мухаммеда — Аиши и омейядского халифа Муавии они образуют так называемую «злую пятёрку» (араб. خمسة خبيثة‎).

#### Марокко
В прошлом берберы в Марокко, которые составляют значительную долю населения страны, могли получить отказ в регистрации недостаточно «марокканского» имени для своего ребёнка (например, Сифав, Игидер, Мазилия и др.). В апреле 2010 правительство Марокко опубликовало директиву D-3220, которая регулирует закон под номером 37-99, касающийся регистрации личных имён. Согласно директиве, чтобы иметь «марокканский характер» имя должно быть широко распространённым в марокканском обществе и устоявшимся среди людей. Для регистрации имени оно должно входить в одну из следующих категорий:
- арабские имена, распространённые в Марокко на протяжении долгого времени;
- имена Аллаха с приставкой «Абд»;
- амазигские (берберские) имена;
- имена, получившие распространение в последние годы, с ясным арабским произношением и исламским происхождением;
- еврейские имена для марокканских евреев[55].

#### Саудовская Аравия
В 2014 году МВД Саудовской Аравии опубликовало список из 50 имён, которые запрещено давать детям граждан страны. «Запретные» имена разделены на три категории:
- затрагивающие религиозные чувства: Рама (индуистское божество), Абду-н-Наби («Раб Пророка»), Джибриль («Гавриил»), Иман («Вера») и др.
- связанные с королевской властью: Амир («Эмир»), Сумув («Высочество»), Малик («Король»), Малика («Королева»), аль-Мамляка («Королевство»).
- имена, имеющие неисламское и неарабское происхождение: Арам, Линда, Сэнди, Элис и др.

Также в этот список попали некоторые имена, причина запрета которых остаётся не совсем ясной. Например, Биньямин (сын пророка Якуба, библ. Иаков) или Абд ан-Насир («Раб Помогающего»). Возможно, что запрет связан с тем, что эти принадлежат премьеру Израиля и бывшему президенту Египта, с которыми у Саудовской Аравии были натянутые отношения

## Нежелательные имена
- Нежелательными являются те имена, которые режут слух из-за значения или звучания. Например, Харб («Война»), Ханджар («Кинжал»), Хуям или Сухам (названия болезней верблюдов) и т. п.[57][58]
- Нежелательны имена, связанные со страстью и похотью. Например, Гада («идущая гордой завлекающей походкой»), Фатин («соблазняющая [своей красотой]») и т. п.[59]
- Нежелательны имена грешников[59].
- Нежелательны имена, которые указывают на грех или неповиновение. Например, Залим («Тиран»), Саррак («Вор») и т. п.[59]
- Нежелательны имена тиранов: Фираун, Карун, Хаман и пр. К таким именам относится и имя аль-Валид, насчёт которого есть пророчество Мухаммеда о том, что человек с таким именем будет подобен по деяниям самому Фараону[60][61].
- Также нежелательны имена скверных животных. Например, Ханаш («Змея»), Химар («Осёл»), Кальб («Собака») и т. п.[61]
- Нежелательны имена, сконструированные по шаблону «слово + ад-Дин/аль-Ислам». Например, Рукн ад-Дин («Опора религии»), Нур аль-Ислам («Свет ислама») и т. п., из-за величия этих двух понятий. Некоторые улемы и вовсе считали такие имена запретными[62].
- Нежелательны двойные имена (например, Мухаммед-Ахмад, Мухаммед-Саид и пр.), которые создают путаницу[63].
- Множество богословов сочли нежелательным наречение именами ангелов. Например, Джибриль, Микаил, Исрафил и т. п.[64][65]
- Множество богословов сочли нежелательным наречение названиями сур Корана. Например, Йа Син, Та Ха и т. п.[64][66]

## В различных течениях
Между суннитами и шиитами в основном нет особого противоречия в выборе имён. К числу имён, нежелательных среди шиитов, принадлежат имена ненавистных им халифов, которые правили до и после Али, — Абу Бакр, Умар, Усман (Праведный халифат), Абд аль-Малик, Абд аль-Азиз, Муавия, Язид, Марван, Хишам (Омейяды). Такое же отношение у шиитов к имени убийцы Али ибн Абу Талиба, которого звали Абдуррахман ибн Мулджам. В то же время у суннитов не принято давать имена Джавад, Казим, Наки, Таки — прозвища шиитских имамов.

## Смена имени
Если имя человека несёт плохой смысл, содержит уподобление немусульманам, то есть является одним из запретных или нежелательных имён (см. разделы выше), то считается обязательным сменить такое имя на более желательное и благозвучное. Из сообщений о Мухаммеде известно, что он менял плохие имена на более хорошие. Также из этих преданий следует, что имя с плохим смыслом Мухаммед менял на имя, схожее по произношению: Шихаб на Хишам, Джассама на Хассана и т. п.

## Популярность
И в наше время мусульманские имена продолжают сохранять популярность не только в арабских странах, но и за их пределами. Это касается и регионов, традиционно считающихся частью исламского мира, и общин мусульман-иммигрантов в странах Запада. Повышенный уровень рождаемости в этих общинах иногда приводит к тому, что мусульманские имена попадают в списки популярных имён. Например, в 2009 году имя Мухаммед (вместе с его производными: Мохаммед, Мохаммад и др.) стало самым популярным среди новорождённых в Англии и Уэльсе (Великобритания). Однако если считать каждую форму этого имени по отдельности, то получатся совершенно иные цифры — Muhammad окажется на 15-м месте, Mohammed на 23-м месте и Mohammad на 57-м месте (данные на 2013 год).
Популярность мусульманских имён в некоторых крупнейших неарабоязычных мусульманских странах:
- Турция (2019): наиболее популярны имена Юсуф, Эймен и Мирадж среди мальчиков и Зейнеп, Элиф и Дефне среди девочек[73].
- Иран (2019): Амир-Али, Мохаммад и Али среди мальчиков и Фатиме, Захра и Хельма среди девочек[74].
- Малайзия (2018): Исмаил и Абдуллах среди мальчиков и Фатима, Зайнаб и Азиза среди девочек[75].

В миллиардной Индии, где мусульмане являются меньшинством и составляют около 15 % населения, мусульманские имена арабского происхождения также входят в список популярных. В 2010—2019 годах имена Кабир (10-е место), Мохаммад (12-е место) и Рехан (14-е место) среди мальчиков и Алия (7-е место), Фатима (10-е место), Иная (11-е место) и Самайра (20-е место) среди девочек вошли в число 20 самых популярных имён среди новорождённых.
Несмотря на долгие годы в составе атеистического Советского Союза, в ныне независимых республиках Средней Азии мусульманские имена арабо-персидского происхождения по прежнему остаются весьма распространёнными.
- Казахстан (2019): наиболее популярны имена Алихан, Айсултан и Нурислам среди мальчиков и Раяна, Медина и Айзере (тюрко-перс. имя) среди девочек[77].
- Кыргызстан (2019): Умар, Алинур и Али среди мальчиков и Раяна, Амина и Фатима среди девочек[78].
- Таджикистан, город Душанбе (2018): Абдулло, Абубакр и Ахмад среди мальчиков и Асинат, Ахдия и Ёсуман (перс. «жасмин») среди девочек[79].
- Узбекистан (2018): Мустафо среди мальчиков, а среди девочек — Солиха[80].

Такая же ситуация в республиках Северного Кавказа и Поволжья в составе Российской Федерации с преимущественно мусульманским населением. Например:
- Дагестан, город Махачкала (2019): наиболее популярны имена Мухаммад, Абубакр и Рамазан среди мальчиков и Айша, Фатима, Хадиджа, Амина и Сафия среди девочек[81].
- Ингушетия (2016): Мухаммад (Магомед), Ахмад и Ибрагим среди мальчиков и Хадиджа (Хадижа), Амина, Айша и Сафия среди девочек[82].
- Татарстан (2016): Тимур, Амир и Карим среди мальчиков и Ясмина, София и Амина среди девочек[83].
- Чечня (2017): Мухаммад и Сафия[84].

## Запрет на мусульманские имена
Если в некоторых мусульманских странах под запрет могут попасть недостаточно исламские имена, то в странах с атеистической государственной политикой может сложиться обратная ситуация.

#### Китай
Мусульмане в Китае являются одним из религиозных меньшинств. Запрет на некоторые мусульманские имена является частью политики Коммунистического правительства в борьбе с т. н. «религиозным рвением» в Синьцзяне. Под запрет попали такие имена как Мухаммад, Арафат, Муджахид, Медина и др.

#### Коммунистическая Албания
До прихода к власти коммунистов во главе с Энвером Ходжой Албания была единственной европейской страной с мусульманским большинством. В 1966—1967 годах все мечети и церкви в Народной Социалистической Республике Албания были закрыты (многие из них — разрушены до основания), все имамы были отправлены в тюрьмы, а исламская литература уничтожена. В 1976 году дискриминация в отношении мусульман пошла ещё дальше и были запрещены мусульманские имена. В том же году была принята конституция, которая не признавала ни одну религию, а руководство страны объявило о том, что Албания стала первым атеистическим государством в мире.